# العلاقات الأذربيجانية الدنماركية
العلاقات الأذربيجانية الدنماركية هي العلاقات الثنائية التي تجمع بين أذربيجان والدنمارك.

## مقارنة بين البلدين
هذه مقارنة عامة ومرجعية للدولتين:
| وجه المقارنة                                              | أذربيجان        | الدنمارك                                                     |
| --------------------------------------------------------- | --------------- | ------------------------------------------------------------ |
| المساحة (كم2)                                             | 86.60 ألف       | 42.92 ألف                                                    |
| عدد السكان (نسمة)                                         | 10.00 مليون     | 5.79 مليون                                                   |
| الكثافة السكانية (ن./كم²)                                 | 115.47          | 134.9                                                        |
| العاصمة                                                   | باكو            | كوبنهاغن                                                     |
| اللغة الرسمية                                             | اللغة الأذرية   | اللغة الدنماركية                                             |
| العملة                                                    | مانات أذربيجاني | كرونة دنماركية                                               |
| الناتج المحلي الإجمالي (بليون دولار)                      | 40.75 مليار     | 324.87 مليار                                                 |
| الناتج المحلي الإجمالي (تعادل القوة الشرائية) بليون دولار | 171.56 مليار    | 278.61 مليار                                                 |
| الناتج المحلي الإجمالي الاسمي للفرد دولار أمريكي          | 5.50 ألف        | 51.99 ألف                                                    |
| الناتج المحلي الإجمالي للفرد دولار أمريكي                 | 17.52 ألف       | 45.54 ألف                                                    |
| مؤشر التنمية البشرية                                      | 0.751           | 0.900                                                        |
| رمز المكالمات الدولي                                      | +994            | +45                                                          |
| رمز الإنترنت                                              | .az             | .dk                                                          |
| المنطقة الزمنية                                           | ت ع م+04:00     | توقيت وسط أوروبا، ت ع م+02:00، ت ع م+01:00، أوروبا/كوبنهاجن ‏ |

## منظمات دولية مشتركة
يشترك البلدان في عضوية مجموعة من المنظمات الدولية، منها:
| علم المنظمة | اسم المنظمة                               | تاريخ انضمام أذربيجان | تاريخ انضمام الدنمارك |
| ----------- | ----------------------------------------- | --------------------- | --------------------- |
|             | الاتحاد البريدي العالمي                   | ?                     | ?                     |
|             | بنك التنمية الآسيوي                       | 1999                  | 1966                  |
|             | يونسكو                                    | 3 يونيو 1992          | 4 نوفمبر 1946         |
|             | البنك الدولي للإنشاء والتعمير             | 18 سبتمبر 1992        | 30 نوفمبر 1960        |
|             | وكالة ضمان الاستثمار متعدد الأطراف        | 23 سبتمبر 1992        | 12 أبريل 1988         |
|             | الاتحاد الدولي للاتصالات                  | 10 أبريل 1992         | 1866                  |
|             | منظمة الشرطة الجنائية الدولية             | ?                     | ?                     |
|             | مؤسسة التنمية الدولية                     | 31 مارس 1995          | 30 نوفمبر 1960        |
|             | مؤسسة التمويل الدولية                     | 11 أكتوبر 1995        | 20 يوليو 1956         |
|             | الأمم المتحدة                             | 2 مارس 1992           | 24 أكتوبر 1945        |
|             | منظمة الأمن والتعاون في أوروبا            | 30 يناير 1992         | 25 يونيو 1973         |
|             | مجلس أوروبا                               | 25 فبراير 2001        | ?                     |
|             | منظمة حظر الأسلحة الكيميائية              | ?                     | ?                     |
|             | المركز الدولي لتسوية المنازعات الاستشارية | 18 أكتوبر 1992        | 24 مايو 1968          |

## وصلات خارجية
- موقع وزارة الخارجية الأذربيجانية
- موقع وزارة الخارجية الدنماركية